# Вулиця Саєнка (Житомир)
Вулиця Саєнка — вулиця в Корольовському районі міста Житомир.

## Розташування
Бере початок на Мар'янівці та продовжується на Смоківці, завершується в районі Полісся. Бере початок з вулиці Якова Зайка. Прямує на північний схід. Завершується на межі міста. Перетинається з вулицею Коростишівською. Від вулиці беруть початок вулиці Світинська, Росяна, Вересівський Шлях, провулки 1-й, 2-й, 3-й, 5-й, 6-й, 7-й Старокиївські, Смакова, проїзди Рожевий, Новоселів та Інститутський. Перехрестям з вулицею Саєнка завершується вулиця Юрія Немирича.

## Історія
Являє собою збережену частину старої дороги з середмістя Житомира на Київ через Гадзинку, Студеницю та Радомишль, що функціонувала до побудови шосейної дороги з Києва до Брест-Литовська у 1850-х роках; частиною останньої в межах міста є нинішнє Київське шосе, що взяло на себе роль головного шляху до Києва. 
У другій половині ХІХ століття стара дорога на Київ в межах нинішньої вулиці Саєнка пролягала крізь переважно вільні від забудови землі. В районі нинішнього перехрестя з Коростишівською вулицею знаходилися окремі садиби, зокрема, корчма Якуба Смока, від прізвища якого походить назва населеного пункту, а наразі місцевості Смоківки.
Станом на початок ХХ століття наявна садибна забудова вздовж старої дороги на Київ між Мар'янівським провулком (нині вулиця Якова Зайка) та річкою Вошивицею (нинішньою 1-ю Мар'янівською лінією) з північного боку дороги. Далі на схід переважають вільні від забудови землі та окремі садиби на Цмоківці.
Протягом перших десятиліть ХХ століття вулицю перетинала межа (проходила вздовж річки Вошивиця) між підпорядкованими місту землями (передмістя Мар'янівка) і Цмоківкою Левківської волості Житомирського повіту. Після більшовицького перевороту, зі змінами адміністративно-територіального поділу, межа між містом та селом Смоківка зміщувалася на схід та станом на 1971 рік проходила між перехрестями нинішніх вулиць Саєнка з Коростишівською та Саєнка зі Світинською.
До початку Другої світової війни ділянка старої дороги на Київ на відтинку від Мар'янівської вулиці (нині вулиця Якова Зайка) до межі між містом та селом Смоківка, отримала назву Старокиївська вулиця. З такою назвою підписана на мапах міста 1941 — 1942 рр. В межах села Смоківка вулиця також мала назву Старокиївська. Після приєднання села Смоківка до міста у 1971 році, міська вулиця Старокиївська злилася з її продовженням у селі Смоківка.
Станом на 1944 рік частково сформувалася садибна забудова вулиці в селі Смоківка, між нинішніми вулицями Світинською та Вересівський Шлях з півночі та між сучасними 5-м Старокиївським провулком й вулицею Юрія Немирича з південного боку. 
У 1950 — 1960-х роках сформувалася садибна забудова між річкою Вошивицею (1-ю Мар'янівською лінією) та вулицею Коростишівською, а також завершила своє формування (ущільнилася) садибна забудова до вулиць Вересівський Шлях та Юрія Немирича. 
У 1975 році Старокиївська вулиця перейменована на вулицю Саєнка. 
У 1990-х роках розпочала формування садибна забудова наприкінці вулиці. 